# Bellator 208
Bellator 208: Fedor vs. Sonnen è stato un evento di arti marziali miste tenuto dalla Bellator MMA il 13 ottobre 2018 al Nassau Veterans Memorial Coliseum di Uniondale negli Stati Uniti.

## Risultati
|                  | Divisione             |                    |           |                     | Metodo                                      | Round     | Tempo     | Premio    |
| Main Card        | Main Card             | Main Card          | Main Card | Main Card           | Main Card                                   | Main Card | Main Card | Main Card |
| ---------------- | --------------------- | ------------------ | --------- | ------------------- | ------------------------------------------- | --------- | --------- | --------- |
|                  | Pesi massimi          | Fedor Emelianenko  | batte     | Chael Sonnen        | KO tecnico (pugni)                          | 1         | 4:46      | [ 1 ]     |
|                  | Pesi leggeri          | Benson Henderson   | batte     | Saad Awad           | Decisione unanime (30–27, 30–26, 30–26)     | 3         | 5:00      |           |
|                  | Pesi massimi          | Cheick Kongo       | batte     | Timothy Johnson     | KO (pugni)                                  | 1         | 1:08      |           |
|                  | Pesi medi             | Anatoly Tokov      | batte     | Alexander Shlemenko | Decisione unanime (30–27, 30–27, 30–27)     | 3         | 5:00      |           |
|                  | Pesi piuma            | Henry Corrales     | batte     | Andy Main           | KO (pugni)                                  | 3         | 2:08      |           |
| Card Preliminare |                       |                    |           |                     |                                             |           |           |           |
|                  | Pesi medi             | Jeremy Puglia      | batte     | Eric Olsen          | KO tecnico (pugni)                          | 1         | 3:16      |           |
|                  | Pesi leggeri          | Dennis Buzukja     | batte     | Ryan Castro         | KO (pugni)                                  | 1         | 2:53      |           |
|                  | Pesi welter           | Andrews Rodriguez  | batte     | Mike DiOrio         | Decisione unanime (30–27, 30–27, 30–27)     | 3         | 5:00      |           |
|                  | Pesi mosca            | Zarrukh Adashev    | batte     | Christian Medina    | KO tecnico (ginocchiate e pugni)            | 1         | 1:08      |           |
|                  | Pesi paglia femminili | Jennifer Chieng    | batte     | Jessica Ruiz        | KO tecnico (pugni)                          | 1         | 1:22      |           |
|                  | Pesi welter           | David Meshkhoradze | batte     | Shaquan Moore       | Decisione non unanime (30–27, 28–29, 30–27) | 3         | 5:00      |           |
|                  | Pesi gallo            | Tommy Espinosa     | batte     | Suhrob Aidarbekov   | Sottomissione (armbar)                      | 1         | 1:27      |           |
|                  | Pesi leggeri          | Nick Fiore         | batte     | Jerome Mickle       | Decisione unanime (30–27, 30–27, 30–27)     | 3         | 5:00      |           |